# オールイーストJAPAN
オールイーストJAPAN（All East Japan）は、2013年の日本女子プロ野球機構のヴィクトリアシリーズにおけるチームである。

## 概要
ヴィクトリアシリーズでは日本女子プロ野球機構に属するチームを東西で分け、年間9試合を行う。オールイーストJAPANは、イースト・アストライアとノース・レイアから構成される。当初のチーム名はイースト・アストライアとされていたが、ティアラカップ時にもイースト・アストライアが存在し、紛らわしいとの声があり変更された。
2014年からヴィクトリアシリーズが地区別2チームの対戦（東日本は「イーストアストライアvsノースレイア」）となったため、2チーム連合の東軍としての活動ではなくなった。